# Alfred May
Alfred May, född 13 november 1804 i London, död 6 oktober 1878 i Stockholm, var en svensk engelsklärare och läroboksförfattare.
Alfred May föddes i England och arbetade för en uppmärksammad reformpedagogisk internatskola ledd av Rowland Hill och hans bror, då han 1831 inkallades till Sverige för att bli lärare i engelska vid Hillska skolan på Barnängen. Engelskundervisning hade tidigare bedrivits sparsamt inom svensk undervisning. Mays pedagogik byggde på praktiskt lärare; han talade engelska med sina elever, inte bara under hela lektionerna utan även utanför undervisningen. År 1834 utgav han sin Lärobok i engelska språket, med läs- och skriföfningar, för begynnare; May utgav senare fler läroböcker i engelska. Han översatte även flera religiösa skrifter och böcker om barnuppfostran från engelska till svenska. Förutom engelska undervisade May vid Hillska skolan även i teckning, från 1836 verkade han även som privatlärare i engelska. Han arbetade 1841–1843 som engelsklärare åt Oscar I. Han var sedan Hillska skolan upphört från 1840-talet lärare vid Sophie Kocks skola som senare blev Hammarstedtska flickpensionen. Åren 1854–1856 var han lärare åt prinsarna Karl, Gustaf och Oscar samt åt prinsessan Eugénie. Åren 1865–1868 var han lärare vid Frans Schartaus Handelsinstitut.